# Гаек, Иржи
Иржи Гаек (чеш. Jiří Hájek, 6 июня 1913[…], Крганице[…] — 22 октября 1993[…], Прага[…]) — чехословацкий государственный и политический деятель, министр иностранных дел ЧССР (1968).

## Биография
Окончил юридический факультет Карлова университета, был членом молодёжного объединения социал-демократов. В ноябре 1939 года был арестован и приговорён к 12 годам тюремного заключения. В послевоенное время работал партийным секретарем социал-демократической партии трудового колледжа (1946—1948), в Международной молодёжной ассоциации. После объединения с КПЧ — бессменно избирался членом ЦК КПЧ (1948—1969).
- В 1950 году основал Университет политических и экономических наук и до 1953 года занимал пост его ректора.
- 1955—1958 гг. — посол в Великобритании,
- 1958—1962 гг. — заместитель министра иностранных дел,
- 1962—1965 гг. — представитель Чехословакии в Организации Объединённых Наций,
- 1965—1968 гг. — министр образования ЧССР,
- апрель-сентябрь 1968 г. — министр иностранных дел ЧССР. Являлся убежденным сторонником «Пражской весны», во время вторжения советских войск направил протест в Совет Безопасности ООН, где был употреблен термин «оккупация». Был последовательно снят с поста министра, выведен из ЦК КПЧ, а в 1970 году — исключен из партии.

В 1973 году ушёл на пенсию из института истории Академии наук. В 1977 году он подписал Хартию-77 и стал одним из его первых трех ключевых авторов (наряду с Вацлавом Гавелом и Яном Паточкой). В 1988 г. основал чехословацкий комитет Хельсинкской группы и стал его председателем. В 1990—1992 гг. являлся советником Александра Дубчека.